# Gobiodon acicularis
Gobiodon acicularis är en fiskart som beskrevs av Edgar von Harold och Winterbottom, 1995. Gobiodon acicularis ingår i släktet Gobiodon och familjen smörbultsfiskar. Inga underarter finns listade i Catalogue of Life.